# Rhombosolea
Genre
Rhombosolea est un genre de poissons plats de la famille des Pleuronectidae. Ces espèces sont connues sous le nom de pātiki en maori.

## Liste des espèces
Selon World Register of Marine Species (26 décembre 2023) :
- Rhombosolea leporina Günther, 1862
- Rhombosolea plebeia (Richardson, 1843)
- Rhombosolea retiaria Hutton, 1874
- Rhombosolea tapirina Günther, 1862

## Classification
Le nom valide complet (avec auteur) de ce taxon est Rhombosolea Günther, 1862.
Rhombosolea a pour synonymes :
- Apsetta Kyle, 1901
- Bowenia Haast, 1873

## Publication originale
- (en) Albert Günther, Catalogue of the Acanthopterygii, Pharyngognathi and Anacanthini in the collection of the British Museum, vol. 4, Londres, British Museum, 1862, 534 p. (lire en ligne), p. 458-459.